# Haematopota pachycera
Haematopota pachycera är en tvåvingeart som beskrevs av Jacques-Marie-Frangile Bigot 1890. Haematopota pachycera ingår i släktet Haematopota och familjen bromsar. Inga underarter finns listade i Catalogue of Life.